# Aimé Jacquet
Aimé Étienne Jacquet (Sail-sous-Couzan, Francuska, 27. studenog 1941.) je francuski umirovljeni nogometaš te bivši izbornik francuske reprezentacije. Kao nacionalni selektor, Jacquet je s Francuskom osvojio Svjetsko prvenstvo 1998.

## Karijera

### Klupska karijera
Aimé Jacquet je rođen u mjestu Sail-sous-Couzan te je nogomet počeo igrati u istoimenom lokalnom amaterskom klubu. 1960. godine je potpisao za Saint-Étienne u kojem je nastupao punih 13 godina. U tom razdoblju je osvojio impresivan broj trofeja koji je uključivao pet prvenstava i tri nacionalna kupa. Zanimljivo je spomenuti da je 1963. sa Saint-Étienneom osvojio francusku drugu ligu da bi godinu potom s istim klubom osvojio i Ligue 1.
1973. je napustio klub te je prešao u redove regionalnog rivala Lyona u kojem je i završio igračku karijeru 1975. godine.

### Reprezentativna karijera
Jacquet je za Francusku odigrao dvije utakmice. Riječ je o prijateljskim susretima protiv Zapadne Njemačke (1:1) i Španjolske (1:3) a obje su odigrane 1968. godine u Marseilleu odnosno Lyonu.

### Trenerska karijera
Odmah po završetku igračke karijere, Jacquet je preuzeo Lyon koji je vodio četiri sezone. Nakon toga postaje trener Girondins Bordeauxa koji je vodio do kraja 1980-ih. S tim klubom Aimé Jacquet je ostvario ogroman uspjeh, odnosno tri francuska prvenstva (1984., 1985. te 1987.) i dva kupa (1986. i 1987.).
Nakon što ga je u klubu otpustio Bordeauxov direktor Claude Bez, Jacquet je kratko vodio Montpellier i Nancy.
Aimé je 1991. godine prihvatio poziv za rad u Nacionalnom tehničkom trening centru da bi 1992. bio imenovan asistentom tadašnjem francuskom izborniku Gérardu Houllieru. Nakon što se Francuska nije uspjela kvalificirati na Svjetsko prvenstvo u SAD-u 1994., Houllier napušta izborničko mjesto a privremeno ga nasljeđuje upravo Aimé Jacquet.
Već nakon prve utakmice i pobjede u prijateljskom susretu protiv Italije igranom u Napulju u veljači 1994., Jacquet postaje stalni izbornik. Ubrzo je odabrao Erica Cantonu kao reprezentativnog kapetana ali došlo je do nepredviđenog preokreta. Naime, Cantona je nakon udaranja navijača Crystal Palacea tijekom premijerligaške utakmice u siječnju 1995., suspendiran na godinu dana za sve međunarodne utakmice. Budući da je Cantona bio ključni igrač u reprezentaciji, Jacquet je bio prisiljen na velike promjene u reprezentaciji. Osim suspendiranog Cantone, izbornik je iz reprezentacije maknuo i Davida Ginolu te Jean-Pierrea Papina dok je u Tricolore uveo Zinedinea Zidanea i druge mlade igrače. Uspjeh se primijetio nakon što su se Galski pijetlovi plasirali u polufinale EURO-a 1996. u Engleskoj.
Reprezentacija je prihvatila veoma defenzivnu strategiju igre koja je do tog vremena bilo nepojmljiva. Zbog toga su izbornika napadali i mediji nazivajući njegove metode "paleontološkim" te tvrdeći da Tricolori nemaju šanse na nadolazećem Svjetskom prvenstvu kojem je upravo Francuska bila domaćin. Nezadovoljstvo se povećalo i u lipnju 1997. kada je Francuska osvojila treće mjesto na jakom prijateljskom turniru, iza Brazila i pobjednika Engleske. Također, treće mjesto je osvojeno zbog bolje razlike u odnosu na Italiju.
Neprijateljsku medijsku kampanju protiv izbornika vršio je i ugledni L'Équipe koji je tvrdio da Aimé Jacquet nije dovoljno dobar čovjek koji bi vodio Francusku do pobjede.
Stiglo je i samo Svjetsko prvenstvo na kojem je Francuska krenula odlično u skupini C. Tamo je pobijedila Južnu Afriku, Saudijsku Arabiju i Dansku uz visoku gol-razliku 9:1. Nakon toga uslijedilo je četvrtfinale u kojem je pobijeđen Paragvaj zlatnim golom Laurenta Blanca. U četvrtfinalu igranom na Stade de Franceu, poražena je i Italija boljim izvođenjem jedanaesteraca. Nakon 2:1 pobjede protiv Hrvatske u polufinalu, Francuska je deklasirala Brazil u samom finalu s 3:0.
Zbog tog ostvarenog uspjeha, Jacquetu je zajedno s reprezentativcima 1998. dodijeljen orden viteza francuske Legije časti dok je 2007. promoviran u čin Officiera.
Nakon što je osvojen naslov svjetskog prvaka, Aimé Jacquet je 12. srpnja 1998. podnio ostavku na mjesto izbornika. U razdoblju od 16. veljače 1994. do finala svjetskog prvenstva, Jacquet je vodio Francusku na 53 utakmice. Pritom je ostvario 34 pobjede, 16 remija i svega tri poraza. Postotak pobjeda je iznosio 64,15%.
Nakon toga postao je tehnički direktor francuske reprezentacije te je na toj funkciji radio do 2006. kada se umirovio.

## Osvojeni trofeji

### Klupski trofeji
| Klub          | Trofej              | Sezona / godina |
| Francuska     | Francuska           | Francuska       |
| ------------- | ------------------- | --------------- |
| Saint-Étienne | Francuski kup       | 1962.           |
| Saint-Étienne | Francuska 2. liga   | 1962./63.       |
| Saint-Étienne | Francusko prvenstvo | 1963./64.       |
| Saint-Étienne | Francusko prvenstvo | 1966./67.       |
| Saint-Étienne | Francusko prvenstvo | 1967./68.       |
| Saint-Étienne | Francuski kup       | 1968.           |
| Saint-Étienne | Francusko prvenstvo | 1968./69.       |
| Saint-Étienne | Francusko prvenstvo | 1969./70.       |
| Saint-Étienne | Francuski kup       | 1970.           |

### Trenerski trofeji
| Momčad             | Turnir                  | Sezona / godina |
| Francuska          | Francuska               | Francuska       |
| ------------------ | ----------------------- | --------------- |
| Girondins Bordeaux | Francusko prvenstvo     | 1983./84.       |
| Girondins Bordeaux | Francusko prvenstvo     | 1984./85.       |
| Girondins Bordeaux | Francuski kup           | 1986.           |
| Girondins Bordeaux | Francusko prvenstvo     | 1986./87.       |
| Girondins Bordeaux | Francuski kup           | 1987.           |
| Francuska          | SP u Francuskoj - zlato | 1998.           |

### Individualni trofeji
| Trofej                          | Godina |
| ------------------------------- | ------ |
| Vitez francuske Legije časti    | 1998.  |
| Officier francuske Legije časti | 2007.  |

## Vanjske poveznice
- Biografija Aiméa Jacqueta  Arhivirana inačica izvorne stranice od 12. svibnja 2011. (Wayback Machine)
- Interview s Jacquetom  Arhivirana inačica izvorne stranice od 7. ožujka 2012. (Wayback Machine)
- Jacquetovi igrački uspjesi